# Krystyna Czaja
Krystyna Maria Czaja (ur. 1947) – polska chemik i nauczyciel akademicki, profesor nauk chemicznych, rektor Uniwersytetu Opolskiego (2008–2012).

## Życiorys
W 1970 ukończyła studia chemiczne na Wydziale Chemii Politechniki Śląskiej w Gliwicach i podjęła pracę w Zakładach Chemicznych Blachownia. W 1973 rozpoczęła pracę na stanowisku asystenta w Wyższej Szkole Pedagogicznej w Opolu (na bazie której powstał następnie Uniwersytet Opolski). Stopień doktora nauk chemicznych uzyskała w 1977 na Politechnice Warszawskiej, a doktora habilitowanego nauk chemicznych w zakresie technologii chemicznej w 1992 na tej samej uczelni. 9 grudnia 2002 otrzymała tytuł profesora nauk chemicznych. Specjalizuje się w chemii i technologii polimerów.
W 1999 objęła kierownictwo Katedry Technologii Chemicznej i Chemii Polimerów, a w 2005 stanowisko profesora zwyczajnego na Uniwersytecie Opolskim. Pełniła funkcję prorektora ds. nauki i polityki finansowej (2005–2008) oraz rektora (2008–2012) tego uniwersytetu. Jej poprzednikiem na stanowisku rektora był Stanisław Nicieja, który w 2012 ponownie został wybrany na rektora UO.

## Odznaczenia
Odznaczona Krzyżem Kawalerskim Orderu Odrodzenia Polski (2011). W 1993 otrzymała Srebrny Krzyż Zasługi.

## Wybrane publikacje
- Polimeryzacja anionowo-koordynacyjna związków winylowych (wspólnie z Krzysztofem Szczegotem i Leokadią Woroszyło), WSP, Opole 1984
- Polimeryzacja koordynacyjna związków winylowych (wspólnie z Krzysztofem Szczegotem i Leokadią Woroszyło), WSP, Opole 1991
- Rola mikro- i makroligandów w tytanowym katalizatorze polimeryzacji etylenu (rozprawa habilitacyjna), WSP, Opole 1992, ISBN 83-85012-93-1)
- Poliolefiny, WNT, Warszawa 2005, ISBN 83-204-3088-7